# قزل‌قشلاق (فضولی)
قزل‌قشلاق (به لاتین: Qızıl Qışlaq) یک منطقهٔ مسکونی در جمهوری آذربایجان است که در شهرستان فضولی واقع شده‌است.